# Ésta es mi vida
Ésta es mi vida és una pel·lícula en blanc i negre de l'Argentina dirigida per Román Viñoly Barreto sobre el guió de Carlos A. Petit que es va estrenar el 17 de juliol de 1952 i que va tenir com a protagonistes a Miguel de Molina, Diana Maggi, Maruja Montesinos, Fidel Pintos i Adolfo Stray. Va comptar amb la col·laboració d'Esteban Palitos en la coreografia.

## Argument
Davant la mort de la seva mare un ballarí es retira de l'espectacle que presentava i ho perd tot en el joc.

## Repartiment
- Miguel de Molina
- Diana Maggi
- Maruja Montesinos
- Fidel Pintos
- Adolfo Stray
- Argentinita Vélez
- Salvador Fortuna
- Gloria Ferrandiz
- Susana Vargas
- Liana Noda
- Inés de Tolosa
- Tito Blanco
- Egle Martin
- Chela Ríos
- Tato Bores
- Claudio Martino
- Juan Villarreal
- Rafael Diserio